# محمد بن مختار
الحنفيّ الملقّب بشرف الدين. اشتغل بالمنطق والهيئة والحساب، وكان في الأصل صائغا، ثم تسلط على كتاب الحيل لبني موسى بن شاكر المهندسين المتقدم ذكرهم، وصار يصنع بيده أشياء غريبة راج أمره بها، فهو ملحق بمهندسي الحيل (الميكانيكا) وإن لم يعدّ منهم، لأنه توصل لفنه بالتمرن لا عن علم درسه، ذكره ابن حجر في «الدرر الكامنة». وقال: توفي في ذي الحجة سنة 778 هـ.